# Non procul a proprio stipite poma cadunt
 Non procul a proprio stipite poma cadunt  лат. (изговор: нон поркул а проприо стипите пома кадунт). Не падају јабуке далеко од властитог стабла.

## Изрека у српском језику
У српском језику се каже:
- „Не пада ивер далеко од кладе“;

- „Какав отац, такав син“

- „Гледај мајку бирај ћерку“[1]

## Тумачење
Сродност- генетика гарантује сличност. Не могу јабуке далеко пасти од властитог стабла. Не може дио пања-кладе, бити различит од пања од кога је одломљен. Не може дијете бити различито од мајке или оца од којих потиче.

## Изрека шире
Изрека каже: по прецима гледај потомке - по цјелини гледај дијелове.